# Choosing a Husband
Choosing a Husband é um filme mudo norte-americano de 1909, do gênero drama, escrito e dirigido por D. W. Griffith, estrelado por Florence Barker.

## Elenco
- Florence Barker
- Kate Bruce
- Charles Craig
- Anthony O'Sullivan
- Billy Quirk
- Mack Sennett
- Blanche Sweet
- Henry B. Walthall
- Dorothy West